# Albert Trautmann

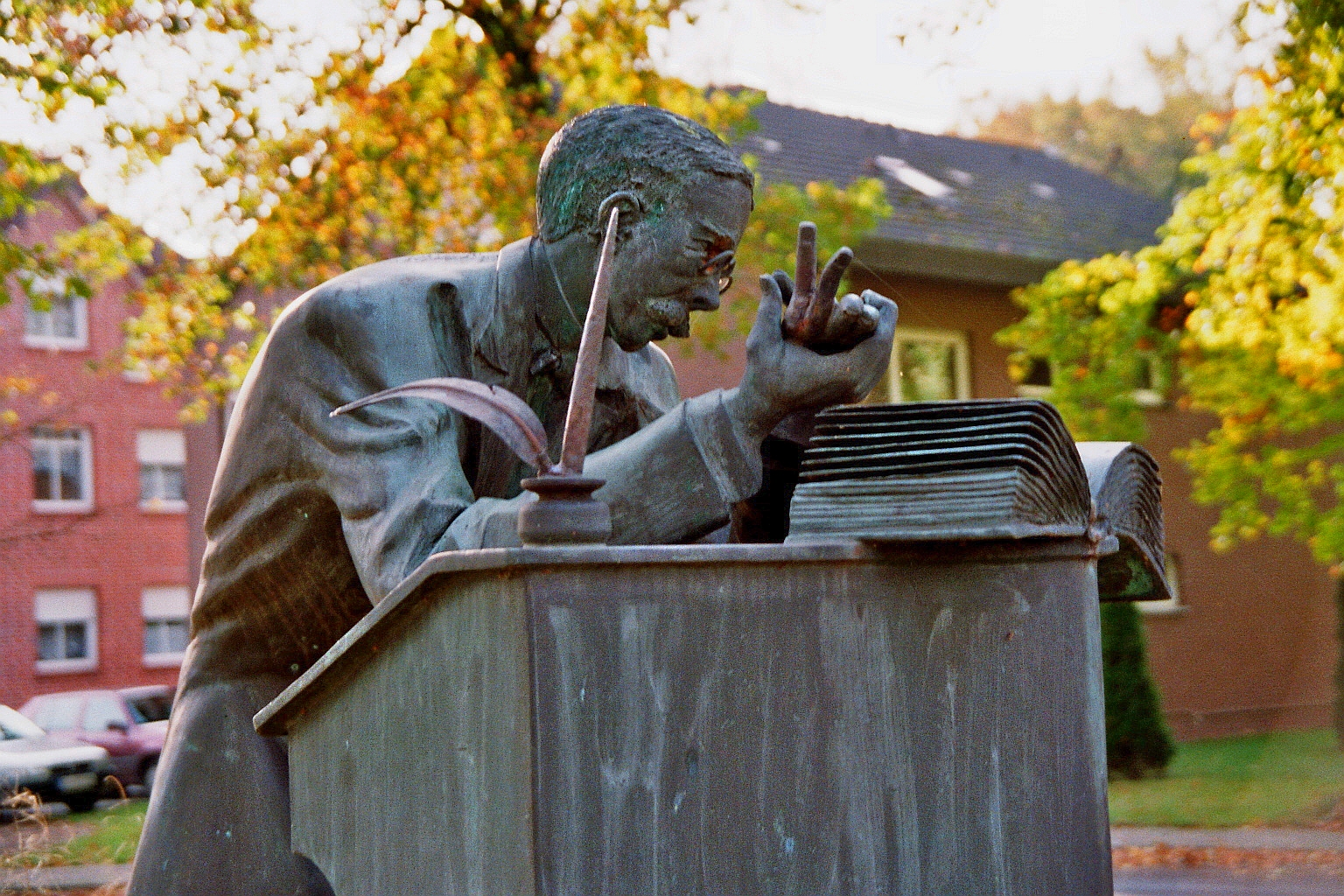
Lebensgroße Figur Albert Trautmanns von Hans Gerd Ruwe in seinem Wirkungsort Werlte

Albert Trautmann (* 21. Dezember 1867 in Sögel; † 12. September 1920 in Werlte) war ein deutscher Apotheker, Heimatforscher und Schriftsteller.

## Familie und Beruf
Sein Vater war der Apotheker Robert Trautmann (1824–1885), seine Mutter Gertrud Trautmann, geborene Cordes aus Haren/Ems.
Alberts Urgroßvater, Carl Trautmann, heiratete am 17. Januar 1769 in Zweibrücken/Pfalz Concordia Charlotta Schiffel. Sein Vater war der Schreinermeister und Bürger von Zweibrücken, Peter Trautmann. Carl Trautmann war zu dieser Zeit Sergeant im deutsch-französischen Regiment Royal Deux-Ponts. Aus dieser Tatsache erklärt sich vermutlich die falsche Familientradition von der Emigration des Stammvaters aus Frankreich, die sich in nahezu allen Trautmann-Biographien findet.
Ein Sohn aus dieser Ehe, Philipp Heinrich Trautmann (1778 Jägersburg/Homburg - 1854 Sögel/Landkreis Emsland) erhielt 1819 von der Großbritannisch-Hannoverschen Regierung die Konzession zur Errichtung einer Apotheke in Sögel und 1834 die Erlaubnis, eine Filialapotheke in Werlte einzurichten. Seine Ehefrau war Clementine Dorothea Nordhoff, die er 1820 in Damme geheiratet hatte. Nach seinem Tode übernahm der Sohn Robert Trautmann (1824–1885) die Apotheken, und nach dessen Ableben verwaltete die Witwe Gertrud Trautmann († 1908) die Apotheke in Sögel, während der älteste Sohn, Alberts Bruder Paul (* 1856 Werlte), die Apotheke in Werlte leitete.
Im Mai 1894 übernahm Albert Trautmann diese Apotheke und führte sie zunächst alleine bis zum Februar 1895. Nach seiner Heirat am 5. Februar übernahm Albert die Werlter Apotheke als Filiale von Sögel, während sein Bruder Paul die Apotheke in Sögel übernahm.
Im Jahre 1914 wurde Albert Trautmann vom Oberpräsidenten der Provinz Hannover die Konzession einer „Vollapotheke“ erteilt, d. h. die Filialbeziehung wurde aufgelöst und die Werlter Apotheke zu einer selbständigen Apotheke.
Nach Besuch der Volksschule in Sögel und einer Privatschule im Marstall Schloss Clemenswerth besuchte Albert Trautmann das Gymnasium in Meppen und studierte an der Hochschule in Münster Pharmazie.
Der Naturfreund Albert Trautmann war ein begeisterter Sammler alter Gegenstände und Merkwürdigkeiten und war 1908 Initiator und Mitbegründer des Hümmlinger Heimatbundes.

## Wirken und Werke
In die Zeit als Werlter Apotheker fällt die heimatkundliche und literarische Tätigkeit Albert Trautmanns. Die literarische Tätigkeit begann mit gelegentlichen Artikeln in der Osnabrücker Volkszeitung, den Heimatblättern des Oldenburger Münsterlandes sowie zahlreichen heimatlichen Blättern. Albert Trautmann war zudem in zahlreichen Werlter Vereinen vertreten, er war Vorsitzender des Werlter Verschönerungsvereins, des Kriegervereins und des Postvereins. Während seiner Studienzeit war der Katholik entgegen strengstem päpstlichem Verbot Mitglied einer nationalistischen, stark gegen die papsttreuen und Zentrum wählenden Katholiken eingestellten schlagenden Verbindung geworden. Er galt als gefürchteter Fechter – Schmisse zeugten von dieser Phase. Als 1908 sich die emsländischen Kriegervereine vom Kyffhäuserbund trennten und einen unabhängigen emsländischen Kriegerbund gründeten, da der Kyffhäuserbund zur Reichstagswahl von 1907 massiv Propaganda gegen die katholische Zentrumspartei betrieben und damit seine parteipolitische Neutralität verletzt hatte, blieb im Kreis Hümmling lediglich der Werlter Kriegerverein unter Trautmanns Führung im Kyffhäuserbund.
Albert Trautmann hat sich zeit seines Lebens als Vorsitzender des Hümmlinger Heimatbundes sehr für die Gründung eines Heimatmuseums eingesetzt, das am Theiken-Meer entstehen sollte. Den Grundstock dazu sollte ein altes Bauernhaus liefern, das er in Roscharden aufkaufte.
Seinen Ruf als Heimatschriftsteller begründete er mit den Hümmlinger Skizzen, die zunächst als Fortsetzungen in verschiedenen Tageszeitungen erschienen und 1910 in Buchform beim Verlag van Acken in Lingen herausgegeben wurden. Eine Neuauflage erfolgte nach seinem Tod im Jahr 1922. Bis 1986 folgten sechs weitere Auflage, wobei der Inhalt allerdings teilweise differiert, da sich im Nachlass noch etliche unveröffentlichte Skizzen fanden. Darüber hinaus hatte er einen umfassenden Bauernroman in Arbeit, der jedoch unvollendet blieb, ebenso eine Erzählung unter dem Titel Hünenkönig Surwold. Weiterhin veröffentlichte er etliche zumeist heimatkundliche Beiträge in der Zeitschrift Niedersachsen, dem Organ der Heimatbewegung in der preußischen Provinz Hannover. Die Albert-Trautmann-Gesellschaft in Werlte, inzwischen ein Teil des Werlter Heimatvereins, initiierte zur hundertjährigen Wiederkehr der Herausgabe der Hümmlinger Skizzen im Jahr 2010 eine erweiterte und wissenschaftlich überarbeitete Neuauflage, das erstmals Trautmanns gesamten literarischen Nachlass umfasst, darunter unveröffentlichtes Material sowie an entlegener Stelle publizierte Werke, die allgemein bislang unbekannt waren. Dazu kommen Beiträge zur Biografie, zur Rezeption, zu seinen Spuren in Werlte und über sein Denkmal. Als Beilage gibt eine CD-ROM Hörproben auf vier Werken, gelesen von Hermann May.
Zahlreiche Veröffentlichungen über ihn, wie Nachdrucke seiner Skizzen und die Umarbeitung zweier seiner Werke als humorige Theaterstücke, sorgten für eine bleibende Erinnerung an Trautmanns Werk.

## Gedenkstätten

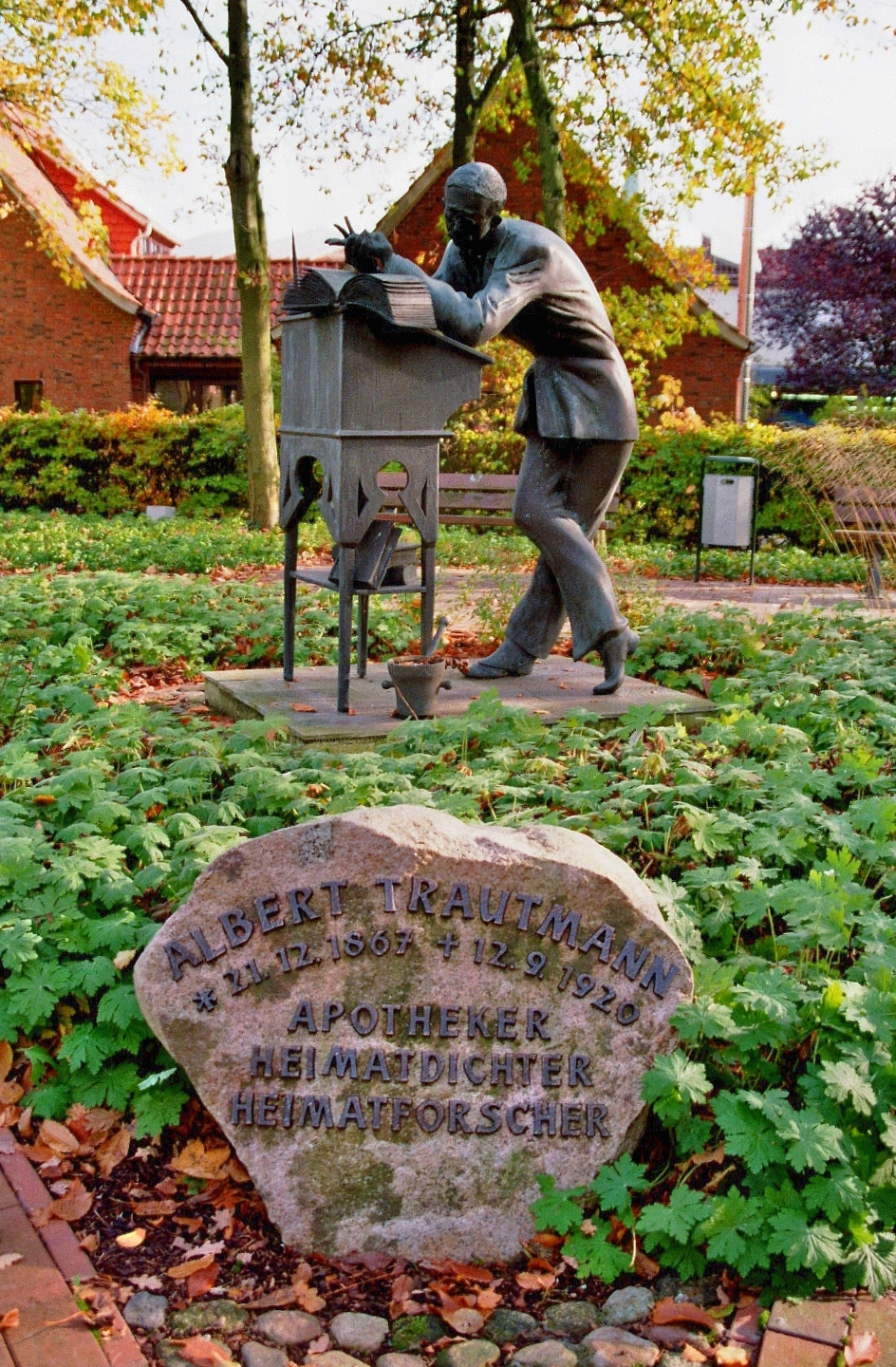
Albert-Trautmann-Denkmal in Werlte

- Grab und Gedenkstein[3] auf dem Alten Friedhof in Werlte
- Albert Trautmann-Denkmal an der Ecke Kellerstraße/Sögeler Straße in Werlte
- Albert-Trautmann-Realschule[4] in Werlte
- Albert-Trautmann-Apotheke[5] in Werlte
- Albert-Trautmann-Straße (in Sögel und Werlte)

## Sammlungen
- Heimatverein Werlte[6]
- Schücking Museum in Sögel
- Archiv Thien Sögel
- Privatarchiv der Albert-Trautmann-Apotheke[5] in Werlte
- Albert-Trautmann-Gesellschaft, Werlte
- Archiv Lemmermann, Sögel

## Werke (Auswahl)
- Bilder vom Hümmling. In: Niedersachsen. Emsland-Nummer. 13. Jg., Nr. 21 vom 1. August 1908, Bremen 1908, S. 378–381.
- Hümmlinger Skizzen, Lingen 1910 (6. Auflage Lingen 1989).
  - Erweiterte Ausgabe zum 100-jährigen Jubiläum der Erstveröffentlichung. Verlag des Emsländischen Heimatbundes, Sögel 2010, ISBN 978-3-88077-144-4.
- Die Tunschere. In: Niedersachsen. 17. Jg., Nr. 7 vom 1. Januar 1912, Bremen 1912, S. 197–198.
- Auf dem Schultenhofe. Ein Sonntagmorgen. In: Niedersachsen. 17. Jg., Jagd-Nummer Nr. 19/20 vom Juli 1912, Bremen 1912, S. 556–558.
- Töne und sein Quaqua. In: De Kiepenkerl. Westfälischer Volkskalender für 1912. Hrsg. von Augustin Wibbelt. 4. Jg., o.O.u.J., S. 75–78.
- Der Börgerwald und anderes vom Hümmling. In: Niedersachsen. 19. Jg., Nr. 14 vom 15. April 1914, Bremen 1914, S. 289.
- Frau Doktor und ihre Landstürmer. In: Oldenburger Kriegs- und Heimatbuch. Hrsg. von A. Kohnen, Vechta 1916, S. 67–80.
- Wieder allein. In: Oldenburger Kriegs- und Heimatbuch. Hrsg. von A. Kohnen, Vechta 1916, S. 52–61.
- Eine Gerichtssitzung. Skizze. In: Heimatblätter. Zeitschrift für das Oldenburger Münsterland, 5. Jg., Nr. 6 vom 3. Juni 1924, S. 41–43; und in: Heimatblätter. Zeitschrift für das Oldenburger Münsterland, 5. Jg., Nr. 7 vom 10. Juli 1925, S. 49–51 (ebenfalls abgedruckt in: Der eiserne Birnbaum. Eine Auswahl aus den „Heimatblättern“ der „Zeitschrift des Heimatbundes für das Oldenburger Münsterland“, Bd. 1: Jahrgang 1 bis 5, Vechta (um 1925), S. 104–110). Wiederabdruck in: Emsländische Geschichte, Band 12, Haselünne 2005, S. 11–24.
- Albert Trautmanns Plaudereien. 2. Fortsetzung: 4. Die große politische und die Schweinefrage des Hümmlings. In: Heimatblätter. Zeitschrift für das Oldenburger Münsterland, 6. Jg., Nr. 6 vom 1. Juni 1925, S. 46–47.
- Hümmlinger Sprichwörter, Redensarten und Rätsel. In: Heimatblätter. Zeitschrift für das Oldenburger Münsterland, 6. Jg., Nr. 7 vom 11. Juli 1925, S. 49–51.
- Hünenkönig Surwold. Eine Erzählung aus Emslands alten Tagen. Einleitung, in: Heimatblätter. Zeitschrift für das Oldenburger Münsterland, 6. Jg., Nr. 9 vom 9. September 1925, S. 68–70.